# (500242) 2012 JF33
(500242) 2012 JF33 es un asteroide perteneciente al cinturón de asteroides, descubierto el 27 de abril de 2012 por el equipo del Pan-STARRS desde el Observatorio de Haleakala, Hawái, Estados Unidos.

## Designación y nombre
Designado provisionalmente como 2012 JF33.

## Características orbitales
2012 JF33 está situado a una distancia media del Sol de 2,661 ua, pudiendo alejarse hasta 3,002 ua y acercarse hasta 2,321 ua. Su excentricidad es 0,127 y la inclinación orbital 6,625 grados. Emplea 1586,34 días en completar una órbita alrededor del Sol.
El próximo acercamiento a la órbita terrestre se producirá el 21 de agosto de 2118.

## Características físicas
La magnitud absoluta de 2012 JF33 es 17,6.